# Нотнагель, Герман
Герман Нотнагель (нем. Carl Wilhelm Hermann Nothnagel, 1841—1905) — учёный, врач-терапевт, профессор и директор клиники внутренних болезней в Вене.

## Биография
Родился в Пруссии, провинции Бранденбург. С 1859 по 1863 годы учился в Берлинском университете Фридриха Вильгельма, в котором получил степень доктора медицины. В 1865—1868 годах работал ассистентом у одного из ведущих терапевтов немецкой медицинской школы Эрнста фон Лейдена в Кёнигсберге, в 1866 году получил степень приват-доцента. С 1868 по 1870 год работал военврачом и преподавателем в Берлине, в 1870—72 в Бреслау. В 1872 году назначен ординарным профессором медицинской поликлиники и фармакологии во Фрайбурге, с 1874 года — медицинской клиники в Йене, а с 1882 года профессор в университетской клиники в Вене.
Особой известностью пользовалось его «Руководство по фармакологии», выдержавшее целый ряд изданий (последние издания совместно с профессором Россбахом) и переведенное почти на все языки (в том числе вышло несколько изданий на русском). Кроме этого, им обнародован целый ряд всевозможных клинических исследований по болезням мозга, сердца, кишечника, об эпилепсии, о болезни Аддисона о и многом другом.
Его именем назван неврологический синдром при опухоли головного мозга в области четверохолмия.
Активно занимался обще6ственной деятельностью. В частности, в 1891 году стал членом «Союза для борьбы с антисемитизмом» (нем. Verein zur Abwehr des Antisemitismus).